# Herman Veenendaal
Herman Veenendaal (Zeist, 23 september 1947) is een Nederlands voormalig voetballer en ondernemer. 

## Loopbaan
Veenendaal begon als aanvaller bij SV Zeist en ging in 1967 naar HVC dat uitkwam in de Eerste divisie.
Hij speelde tussen 1971 en 1974 en tussen 1975 en 1977 en in het seizoen 1983/1984 als spits voor Vitesse. Hij debuteerde in 1971, op vierentwintigjarige leeftijd, in het eerste van Vitesse in een uitwedstrijd bij DWS. In 1974 wordt Veenendaal met 23 doelpunten topscorer van de Eerste divisie en met 69 doelpunten is hij een van de meest scorende spelers in de clubhistorie. In het seizoen 1974/75 kwam hij uit voor de amateurs van DOVO uit Veenendaal. Daarheen vertrok hij ook in 1977. Met de club won hij in het seizoen 1978/79 het kampioenschap van de zaterdagamateurs en verloor de finale om het Algeheel Amateurkampioenschap van Rohda Raalte. In 1979 stopte hij vanwege zijn drukke werkzaamheden als ondernemer in speelautomaten. Hij speelde tussen 1981 en 1983 voor GVVV uit Veenendaal en meldde zich vervolgens in 1983 weer als amateur bij Vitesse waar hij tevens sponsor was. Dit werd geen succes en hij kwam maar eenmaal in actie. In totaal speelde Veenendaal 185 wedstrijden voor de Arnhemmers. In 1984 stopt hij met profvoetbal. Hij was ook actief in het zaalvoetbal voor Wageningen en Hevex Arnhem.
Zijn onderneming in speelautomaten en investeringen in vastgoed leverden hem een plaats in de Quote 500 op. Veenendaal bleef zich met Vitesse bemoeien. Onder Karel Aalbers was hij lange tijd bestuurslid technische zaken en scout. Ook heeft hij in het verleden samen met investeerders Cor Guijt en Jan Snellenburg als Vrienden van Vitesse, de club vaak garant gestaan bij begrotingstekorten. Mede door de hulp van de Vrienden van Vitesse werd Vitesse meerdere keren gered van een faillissement en werd een licentie voor betaald voetbal ternauwernood behouden. Hij werd daarom in 1987 benoemd tot Gouden Vitessenaar.